# Богуміл Кобеля
Богуміл Кобеля (пол. Bogumił Kobiela; 31 травня 1931—10 липня 1969) — польський актор театру і кіно.
Народився 31 травня 1931 року в Катовицях. Навчався в Державній вищій театральній школі в Кракові. Актор театру «Узбережжя» в Гданську (1953—1955 і 1958—1960), студентського театру «Бім-бом» в Гданську (1955—1958, разом зі Збігнєвом Цибульським), театру «Атенеум» в Варшаві (1960—1963), театру «Комедія» в Варшаві (1966—1969). Виступав в Театрі Телебачення, часто знімався в сатиричних програмах Польського телебачення.
Помер 10 липня 1969 роки від травм, отриманих в автомобільній аварії.

## Вибрана фільмографія
- 1958 — Попіл і діамант / Popiół i diament)
- 1960 — Косооке щастя / Zezowate szczęście
- 1963 — Кодова назва «Нектар» / Kryptonim Nektar
- 1965 — Рукопис, знайдений у Сарагосі / Rękopis znaleziony w Saragossie
- 1966 — Пекло і небо